# Assemblée nationale (metrostation)
Assemblée nationale is een station van de metro in Parijs langs metrolijn 12 in het 7de arrondissement.
De halte is genoemd naar de Nationale Vergadering. Bij de bouw werd het Franse parlement nog de Chambre des députés genoemd, genoemd, maar met de komst van de Vijfde Republiek in 1958 werd deze vernoemd in de Assemblée Nationale. Het metrostation behield echter zijn naam, tot 30 juni 1989, toen de naam werd aangepast. De inrichting van de perrons is atypisch; het is het enige station van het Parijse metronet waar geen reclame te vinden is; de perronmuren worden sinds 1990 voorzien van een regelmatig veranderende beschildering met geometrische figuren door de kunstenaar Jean-Charles Blais (1956). In de richting Concorde duikt de tunnel direct na dit station diep onder de Seine door.

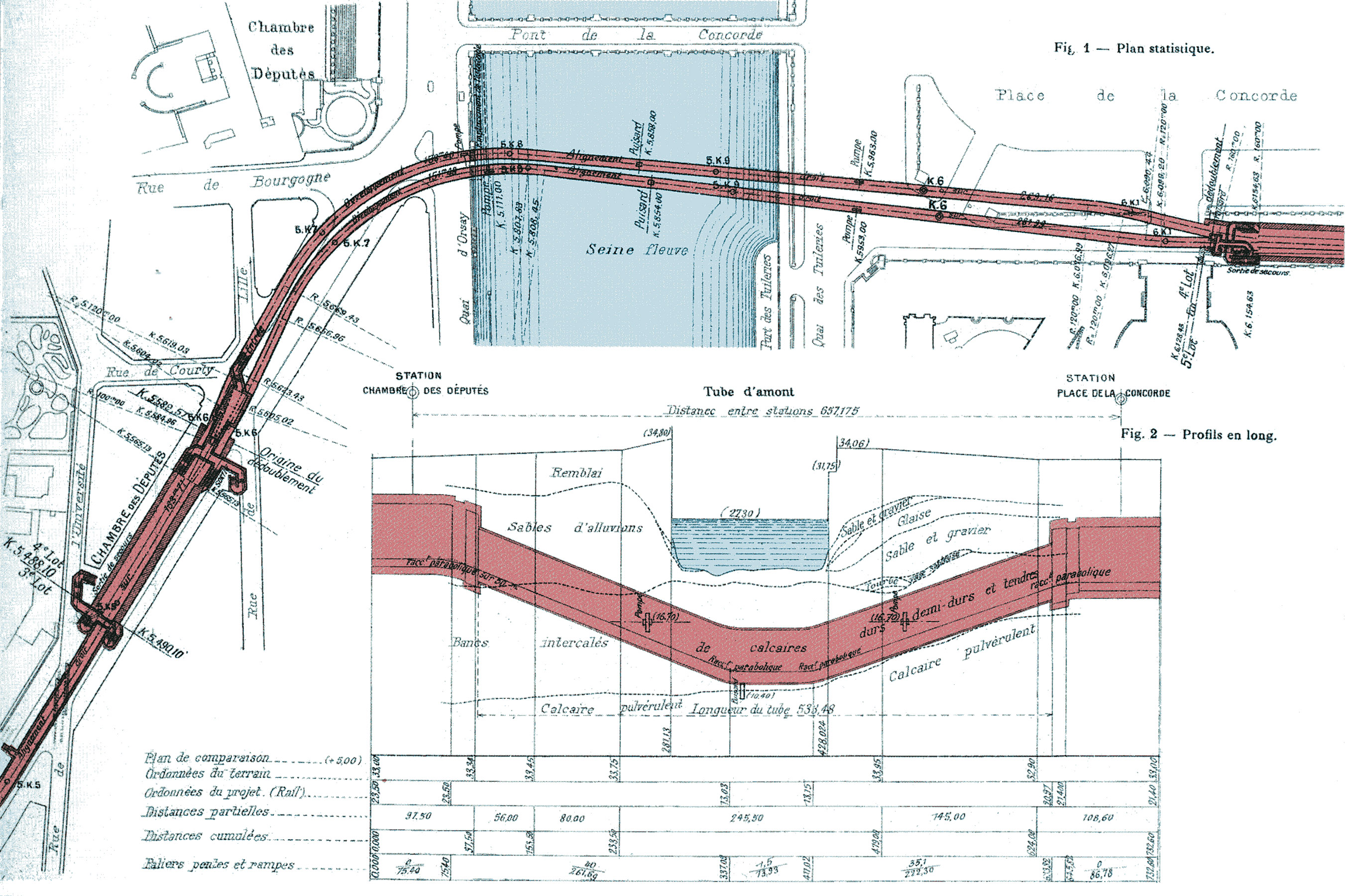
Het station is gelegen direct na de tunnel die lijn 12 onder de Seine voert naar het station Concorde. Op de afbeelding staat het station nog aangegeven onder de oude naam, Chambre des députés

Mairie d'Aubervilliers · Aimé Césaire · Front Populaire · Porte de la Chapelle · Marx Dormoy · Marcadet - Poissonniers · Jules Joffrin · Lamarck - Caulaincourt · Abbesses (metrostation) · Pigalle · Saint-Georges · Notre-Dame-de-Lorette · Trinité - d'Estienne d'Orves · Saint-Lazare · Madeleine · Concorde · Assemblée nationale · Solférino · Rue du Bac · Sèvres - Babylone · Rennes · Notre-Dame-des-Champs · Montparnasse - Bienvenüe · Falguière · Pasteur · Volontaires · Vaugirard · Convention · Porte de Versailles · Corentin Celton · Mairie d'Issy